# Ebony fantasies
Ebony fantasies is een compositie van Leonardo Balada. Het werk kreeg een Engelse titel mee omdat het grotendeels gebaseerd is op negrospirituals. Wat dat betreft is het een voortzetting van zijn Celloconcert nr. 2 van een tweetal jaar eerder. De muziek laat een schakering horen tussen de basis en hedendaagse muziek met clusters en aleatoriek.
Balada gaf de volgende titels aan de delen van deze cantate:
- Nobody knows the trouble I seen
- I got a crown
- Were you there?
- War no mo’

De eerste uitvoering vond plaats in Madrid op 17 februari 2004 door het koor en orkest van de gemeente Madrid onder leiding van Lorenzo Ramos. Het programma luidde daarbij als volgt:
- Balada: Ebony fantasies
- Sergei Rachmaninov: Pianoconcert nr. 4
- Leonard Bernstein: Ouverture Candide
- George Gershwin: An American in Paris